# Pachytriton archospotus
Pachytriton archospotus — вид земноводних родини саламандрові ряду Хвостаті.

## Поширення
Вид є ендеміком Китаю. Зустрічається у горах Луосяо (Luoxiao), що знаходяться на сході провінції Гуансі, у провінціях Гуандун, Хунань, Цзянсі.

## Опис
Саламандра завдовжки 14,5-21,1 см. Тіло темно-коричневого або світло-коричневого кольору, черево яскраво-оранжевого або світло-жовтого забарвлення з темними плямами. Невеликі округлі чорні плями розкидані по всьому тілу; деякі особини мають мало або зовсім немають чорних плям.

## Спосіб життя
Цей вид живе в гірських потоках на висоті 1000–1600 м. Потоки знаходяться в оточенні чагарників, лугів, широколистих вічнозелених і хвойних лісів.